# Coleophora graminicolella
Coleophora graminicolella là một loài bướm đêm thuộc họ Coleophoridae. Nó được tìm thấy ở châu Âu. Chúng hiện diện từ Andorra, Italia, Hungary, Bulgaria, România, Croatia, Cộng hòa Séc, Slovakia, Slovenia, Ba Lan, Thụy Sĩ, Hà Lan, Đức, Đan Mạch, Fennoscandia, Estonia, Latvia, Litva, phía nam Nga và Cận Đông.

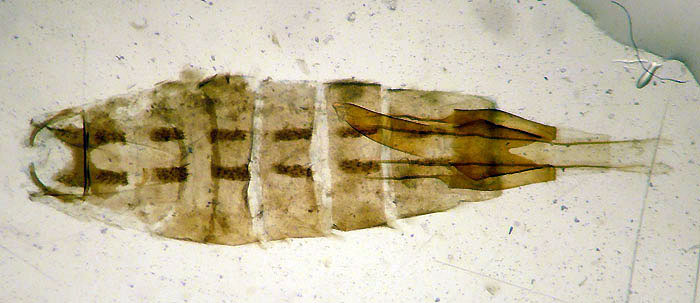

Sải cánh dài 15–17 mm.